# Eduard Bachinger
Eduard Bachinger (* 14. September 1911 in Ampermoching; † 13. Mai 1993 ebenda) war ein deutscher Landwirtschaftsfunktionär und Politiker (CSU).
Bachinger besuchte die Volks-, Real- und Landwirtschaftsschule und machte ein Fremdpraktikum in Württemberg. 1940 übernahm er den Hof seiner Eltern in Ampermoching.
Über viele Jahre war er Vorsitzender des Aufsichtsrats der Milchversorgung Dachau und war auch in anderen landwirtschaftlichen Gruppierungen tätig. 1948 wurde er Vorsitzender des Bayerischen Landesverbands für Gartenbau und Landespflege im Kreisverband Dachau. Er vertrat zudem den Bayerischen Bauernverband (BBV) im Aufsichtsrat von Südfleisch und in der Bayerischen Landessiedlung, außerdem saß er im forstlichen Beirat des Staatsministeriums der Landwirtschaft. Von 1973 bis 1980 war er Sprecher des BBV für Bauernwald und Forstbetriebsgemeinschaften, von 1963 bis 1982 Kreisobmann und danach Ehrenkreisobmann des Kreisverbandes Dachau und von 1967 bis 1982 Präsident des Bezirksverbandes Oberbayern und danach Ehrenpräsident.
Bachinger gehörte dem Kreistag des Landkreises Dachau von 1952 bis 1984 an, war Mitglied im Kreisausschuss und im Verwaltungsrat der Kreis- und Stadtsparkasse Dachau sowie von 1970 bis 1987 im Bayerischen Senat. Außerdem war er Sozialrichter in München.